# Roswell Conspiracies – Die Aliens sind unter uns
Roswell Conspiracies – Die Aliens sind unter uns (Originaltitel: Roswell Conspiracies: Aliens, Myths and Legends) ist eine US-amerikanische Zeichentrickserie, die vom 27. August 1999 bis zum 3. Juni 2000 über Syndication ausgestrahlt wurde.

## Handlung
Verschiedene außerirdische Spezies befinden sich schon lange auf der Erde. Vorfälle mit ihnen finden sich in Mythen und Legenden, die Menschen beschreiben sie etwa als Vampire, Werwölfe oder Banshees. Einige von ihnen können sich dabei als Menschen tarnen. 1947 findet der fingierte Roswell-Zwischenfall statt, der von der schon lange bestehenden Anwesenheit der Aliens ablenken soll. Eine geheime, internationale Vereinigung namens Allianz soll das Geheimnis um die Außerirdischen vor der Öffentlichkeit aufrechterhalten und Angriffe der Aliens gegenüber Menschen abwehren und zurückschlagen.
Nick Logan ist Kopfgeldjäger und verfolgt als neuesten Auftrag Sh'lainn Blaze – eine Banshee – bis er so die Wahrheit über die Existenz von Aliens kennenlernt. Er verbündet sich mit Sh'lainn und tritt mit ihr der Allianz bei, welche von James Rinaker geführt wird. Gemeinsam erledigen sie für die Allianz Aufträge, unterstützt von Kollegen bei der Allianz. Nick stellt dabei fest, dass entgegen der Ansicht von Rinaker nicht alle Aliens bösartig sind, und findet sogar neue Verbündete unter ihnen. Er ist auch auf der Suche nach der Wahrheit um seinen leiblichen Vater, sein Ziehvater war ebenso Teil der Allianz. Schließlich kommt eine größere Verschwörung innerhalb der Allianz zu Tage, und es droht eine Invasion einer aggressiven außerirdischen Spezies, die nur durch Zusammenarbeit aller Aliens auf der Erde abgewendet werden kann.

## Synchronisation
| Rolle                    | Originalsprecher  | Deutscher Sprecher     |
| ------------------------ | ----------------- | ---------------------- |
| Nick Logan               | Alex Zahara       | Fabian Körner          |
| Sh'lainn Blaze           | Janyse Jaud       | Brit Gülland           |
| James Rinaker            | L. Harvey Gold    | Roland Hemmo           |
| Jefferson Trueblood      | Eli Gabay         | Jochen Kolenda         |
| Nema Perrera             | Saffron Henderson | Luise Charlotte Brings |
| Simon 'Fitz' Fitzpatrick | Peter Kelamis     | Frank Schaff           |
| Ruck                     | Scott McNeil      | Hans Bayer             |
| Hanek                    | Dale Wilson       |                        |

## Episodenliste
| Folge # | Deutscher Titel                  | Erstausstrahlung (Deutschland) | Originaltitel                | Erstausstrahlung (USA) |
| ------- | -------------------------------- | ------------------------------ | ---------------------------- | ---------------------- |
| 01      | Die Allianz                      | 25. August 2000                | The Bait: Part One           | 27. August 1999        |
| 02      | Der Köder                        | 25. August 2000                | The Bait: Part Two           | 27. August 1999        |
| 03      | Im Himalaja                      | 30. August 2000                | Mountain Retreat             | 27. August 1999        |
| 04      | Jagd auf Rick Logan              | 31. August 2000                | Peacemaker                   | 27. August 1999        |
| 05      | Lobo, der Held                   | 1. September 2000              | Troubled Past                | 24. September 1999     |
| 06      | Ti-Yet schlägt zu                | 4. September 2000              | Snowman’s Chance             | 8. Oktober 1999        |
| 07      | Fragen ohne Antwort              | 5. September 2000              | The Roswell Incident         | 15. Oktober 1999       |
| 08      | Feuerkäfer                       | 6. September 2000              | Fusion Breed                 | 22. Oktober 1999       |
| 09      | Shlainn und der Minotauri        | 7. September 2000              | Bounty Wars                  | 29. Oktober 1999       |
| 10      | Vampire?                         | 8. September 2000              | Chupacabra                   | 5. November 1999       |
| 11      | Countdown                        | 11. September 2000             | Countdown                    | 12. November 1999      |
| 12      | Voodoo Zauber                    | 12. September 2000             | Vodun Rising                 | 19. November 1999      |
| 13      | Gute Aliens, schlechte Aliens    | 13. September 2000             | The Conduit: Part One        | 26. November 1999      |
| 14      | Netzwerk der Lykanthrope         | 14. September 2000             | The Conduit: Part Two        | 4. Dezember 1999       |
| 15      | Shlainn und die Königin          | 15. September 2000             | Queen Banshee: Part One      | 11. Dezember 1999      |
| 16      | Königin der Banshee              | 18. September 2000             | Queen Banshee: Part Two      | 18. Dezember 1999      |
| 17      | Logan undercover                 | 19. September 2000             | The Partnership              | 25. Dezember 1999      |
| 18      | Nick Logan und das Baby          | 20. September 2000             | The Cub                      | 1. Januar 2000         |
| 19      | Ein UFO landet                   | 21. September 2000             | Flying Saucer Down           | 13. März 2000          |
| 20      | Unglaubliche Wahrheit            | 22. September 2000             | The Last Of The Sasquatch    | 20. März 2000          |
| 21      | Athos entscheidet sich           | 25. September 2000             | Crackerjack                  | 27. März 2000          |
| 22      | Der doppelte Logan               | 26. September 2000             | Whatever Fitz                | 3. April 2000          |
| 23      | Kampf den Vampiren               | 27. September 2000             | Amok Vampire                 | 5. Februar 2000        |
| 24      | Gibt es einen Verräter?          | 28. September 2000             | Area 51                      | 10. April 2000         |
| 25      | Haneks Vision                    | 29. September 2000             | Showdown: Part One           | 17. April 2000         |
| 26      | Rache ist süß                    | 2. Oktober 2000                | Showdown: Part Two           | 24. April 2000         |
| 27      | Das Sonnenmonster                | 3. Oktober 2000                | Spot                         | 4. März 2000           |
| 28      | Atlantis lebt                    | 4. Oktober 2000                | When Giants Walked The Earth | 11. März 2000          |
| 29      | Vater des Bösen                  | 5. Oktober 2000                | Father Of Terror             | 18. März 2000          |
| 30      | Der Pakt                         | 6. Oktober 2000                | Beast Within                 | 25. März 2000          |
| 31      | Warnung aus dem Weltall          | 9. Oktober 2000                | Target: Hero                 | 1. April 2000          |
| 32      | Der Angriff der Vodun            | 10. Oktober 2000               | Vodun Among Us               | 8. April 2000          |
| 33      | Regenzauber                      | 11. Oktober 2000               | Rain                         | 15. April 2000         |
| 34      | Götterdämmerung                  | 12. Oktober 2000               | Devil Inside                 | 22. April 2000         |
| 35      | Der Verräter                     | 16. Oktober 2000               | Third Degree                 | 29. April 2000         |
| 36      | Enttarnt                         | 13. Oktober 2000               | Back Spin                    | 6. Mai 2000            |
| 37      | Wer ist Rinaker?                 | 17. Oktober 2000               | Conspiracy Revealed          | 13. Mai 2000           |
| 38      | Shadoen                          | 18. Oktober 2000               | Confrontation                | 20. Mai 2000           |
| 39      | Der Angriff der Shadoen – Teil 1 | 19. Oktober 2000               | Numbered Days: Part One      | 27. Mai 2000           |
| 40      | Der Angriff der Shadoen – Teil 2 | 20. Oktober 2000               | Numbered Days: Part Two      | 3. Juni 2000           |

## Adaptionen
Zur Zeichentrickserie erschienen 2001 auch Spiele für die PlayStation und für den Game Boy Color.